# El Peruano
El Peruano es el diario oficial de la República del Perú. Fue fundado por Simón Bolívar el 22 de octubre de 1825 con el nombre de El Peruano Independiente. Durante el siglo XIX su trayectoria fue intermitente: por las veleidades políticas cambió varias veces de nombre (entre 1828 y 1838; y entre 1851 y 1854); y se dejó de editar en 1881 a consecuencia de la ocupación chilena de Lima, entre otras suspensiones. No obstante estas pasajeras interpolaciones e interrupciones, es considerado como la más antigua publicación periódica peruana que aún se mantiene en circulación (aunque tradicionalmente es el diario El Comercio el que ostenta el mérito de ser el decano de la prensa peruana, por su trayectoria continua desde 1839). Su contenido está conformado en su mayor parte las leyes que se promulgan y los actos, gastos y nombramientos del Estado. También cuenta con un cuerpo noticioso y suplementos.

## Historia

### Primeras décadas (1825-1854)
Fue fundado en 1825 por el Libertador Simón Bolívar, entonces dictador en el Perú, quien ordenó a Tomás de Heres editar una publicación que apoyara su presencia en el país. Apareció en Lima, el sábado 22 de octubre de 1825, con el nombre de El Peruano Independiente. Constaba de cuatro páginas, su suscripción anual valía seis pesos y salía todos los sábados. Con dicho nombre se editaron en total 19 números, hasta el 6 de mayo de 1826. Hay que señalar que esta primera versión de El Peruano no era exactamente un diario oficial, en el sentido de un periódico encargado principalmente de publicar las normas y textos legales del Estado, sino que era más que nada un periódico oficialista, es decir, una publicación con editoriales en defensa del gobierno de turno y con noticias de la vida política y de otros ámbitos. Los ejemplares de El Peruano Independiente se conservan en la Biblioteca de la Universidad de Yale.
Fue precisamente en mayo de 1826, que el Ministerio de Gobierno lo declaró diario oficial y mandó que se insertaren en él los avisos y documentos relativos a la administración pública. Y empezó a denominarse simplemente El Peruano desde el 13 de mayo de dicho año. Su primer editor como órgano oficial fue el clérigo Lucas Pellicer. Los ejemplares se vendían en la tienda de José Dorado, situada en la calle Judíos (actual cuadra dos del jirón Huallaga), y en la bodega de Camilo Lizeras, de la calle Bodegones (actual cuadra tres del jirón Carabaya).
El mismo Bolívar editorializó así en su primer número inaugural:

Cuando un pueblo ha superado grandes contrastes políticos y espera repararlos consolidando su administración, es un deber sagrado sostenerla, desenvolviendo los principios de justicia y utilidad común que sirvieron de base a las reformas. Entonces los periódicos pueden coadyuvar sobremanera a fijarla y dirijirla rectificando las ideas para uniformar los intereses privados con los públicos. Pero cuando bajo la égida de la libertad de imprenta se difunden investigaciones pérfidas y atacan al Gobierno sin examinar si sus providencias son buenas o malas, se convierten en destructores de la sociedad.

Por un tiempo, El Peruano actuó de manera paralela a El Registro Oficial de la República Peruana, que era el otro periódico encargado de publicar los documentos oficiales del Estado. Pero debido a que este último salía de manera irregular y las normas no entraban en vigencia cuando era necesario, El Peruano empezó a publicar las disposiciones legales desde el 15 de noviembre de 1826, en la sección «Parte Oficial», y con el tiempo suplantó al Registro Oficial en dicha función.
La partida de Simón Bolívar del Perú significó una época de incertidumbre política y social, y El Peruano, como diario oficial, no fue ajeno a este suceso. En los años siguientes sufrió sucesivos cambios de nombre: La Prensa Peruana (1828-1829), dirigido por José Joaquín de Larriva; y El Conciliador (1830-1834), dirigido por Felipe Pardo y Aliaga.
El gobierno de Luis José de Orbegoso, al trasladarse temporalmente al Callao en enero de 1834, editó El Redactor (seis números), que en mayo del mismo año pasó a llamarse El Redactor Peruano (1834-1836, y en 1838). La dictadura de Felipe Salaverry tuvo como periódico oficial a La Gaceta de Gobierno (1835). El vocero de la Confederación Perú-boliviana fue El Eco del Protectorado (1836-1839), que estaba relacionado con El Eco del Norte, órgano del Estado Nor Peruano (1837-1838).
El 25 de agosto de 1838, con la llegada del Ejército Restaurador, el diario oficial del Estado peruano volvió a usar el nombre bolivariano de El Peruano, como una reacción nacionalista frente a la injerencia extranjera de Bolivia. Ello ocurrió al instalarse el gobierno provisorio del mariscal Agustín Gamarra, que fue el punto de partida de la llamada Restauración o la reestructuración del Estado peruano. Hubo, sin embargo, un lapso en que volvió a cambiar de nombre; fue entre 1851 y 1854 (gobierno de José Rufino Echenique), cuando se llamó El Registro Oficial. A pesar de su importancia como vocero del Estado, El Peruano sólo se publicaba miércoles y sábado (bisemanario), como muchos de los periódicos de la época.

### Segunda mitad delsigloXIX
Un avance importante para El Peruano se dio bajo dirección del polígrafo Manuel Atanasio Fuentes. En 1868, Fuentes, más conocido por su seudónimo de El Murciélago, modernizó la imprenta estatal, y el periódico empezó a publicarse diariamente desde el 1 de julio de ese año. Incrementó su tamaño, insertando datos estadísticos, crónicas locales, nacionales y extranjeras, entre otros artículos. Su tiraje diario era de 3000 ejemplares. Otro avance fue el contar con un local fijo en Lima, en la calle de La Rifa N.° 58, cerca al diario El Comercio. Hubo sin embargo, un retroceso por cuestiones económicas, cuando el gobierno dispuso, entre 1871 y 1873, que se publicara semanalmente y en un formato más pequeño. En 1874 volvió al formato anterior y a la publicación diaria.
En 1881 la publicación de El Peruano se interrumpió por la ocupación chilena de Lima durante la guerra del Pacífico, al principio de la cual fueron confiscadas las máquinas que hacía poco se había adquirido para la imprenta del Estado, que fueron enviadas como botín de guerra a Santiago de Chile. Fue reemplazado por los diarios chilenos La Actualidad (1881), La Situación (1881) y el Diario Oficial (1882 -1884). Por su parte, el gobierno de Francisco García Calderón, que se instaló en el balneario de La Magdalena, tuvo por vocero oficial a El Orden (1881). Paralelamente, el gobierno de Nicolás de Piérola instalado en la ciudad de Huamanga tuvo también su Diario Oficial (1881). Al ser García Calderón depuesto y deportado a Chile, el gobierno peruano, con Lizardo Montero a la cabeza, se trasladó a Arequipa, donde apareció nuevamente El Peruano (1882-1883).

### En elsigloXX
Terminada la guerra, se restituyó la publicación de El Peruano, al principio semanalmente y luego tres veces por semana. El periódico perdió su carácter noticioso previo a la guerra y por muchos años sufrió diversos problemas, entre ellos, el no contar con un local propio ni fijo. Destacaron entre los directores de esta época: Pedro Paulet (1907-1910), José María Barreto (1911), Abraham Valdelomar (1912), Juan Pedro Paz Soldán (1913) y Enrique Castro Oyanguren (1915-1919).
La segunda modernización de El Peruano empezó en 1920, bajo el gobierno de Augusto B. Leguía (llamado después el Oncenio), cuando se renovaron los servicios del periódico, publicándose a primera hora y distribuyéndose al mediodía. Era entonces su director el veterano escritor y periodista Abelardo Gamarra (apodado El Tunante) y su sede estaba en el antiguo Manicomio (barrio del Cercado). Pero al finalizar la década, el periódico empezó a cambiar de local constantemente.
En 1941 se dio la Ley N.º 9311, que reorganizó El Peruano y mandó «se publiquen en él todos los avisos que tengan carácter oficial, sin cuyo requisito carecerían de valor legal».  El periódico amplió su tamaño y tiraje, y en 1950 ocupó un nuevo local: la quinta cuadra del jirón Quilca, en el centro histórico de Lima, sede que posee hasta hoy.
En 1957 apareció una edición dominical: «Noticias de la semana para una hora de lectura», que era una edición separada de la publicación ordinaria de El Peruano. Una edición especial similar apareció en 1969, conmemorando el primer año del gobierno de Juan Velasco Alvarado. Este creó mediante la Ley N.º 21 420 de 1976 la empresa Editora Perú, juntando bajo una misma dirección los diarios El Peruano, La Crónica y La Tercera. Estos dos últimos eran diarios expropiados por dicho gobierno militar.
En junio de 1980 apareció la segunda sección de El Peruano, que publicaba los avisos de administración de justicia y edictos; y en diciembre del mismo año se editó la separata de «Normas Legales» como cuerpo propio para dar a conocer solamente las normas gubernamentales emitidas al día.
En octubre de 1990 apareció totalmente renovado, con impresión a color, y con un «Boletín Oficial» (avisos gubernamentales variados, distintos a leyes y demás normas). En 1992 pasó al formato tabloide, que conserva en la actualidad.
En 1999 se fundó el Museo Gráfico de El Peruano, que funciona en su sede del jirón Quilca. Allí se exhiben hornos fundidores de linotipia, máquinas tituladoras, estampadoras, entre otros, que muestran la trayectoria de la técnica de impresión.

### En elsigloXXI
En marzo de 2002 se lanza el suplemento Identidades relacionado con la cultura peruana.
En abril del 2019, la colección hemerográfica del diario El Peruano correspondiente al período que va de 1826 al primer semestre de 1868, fue declarada por la Biblioteca Nacional del Perú Patrimonio Cultural de la Nación. En diciembre de 2020 dicha colección pasó al Registro Peruano Memoria del Mundo de la Unesco, convirtiéndose en la primera publicación periódica del Perú en hacerlo.

## Contenido
El Peruano es editado por la Empresa Peruana de Servicios Editoriales S.A. - Editora Perú, empresa del Estado de derecho privado. La empresa se creó como parte del Sistema Nacional de Información creado mediante el Decreto Ley N.º 20550, del 5 de marzo de 1974, que incluía bajo una misma dirección los diferentes medios de comunicación colectiva del Estado, la mayoría de los cuales regresarían a manos privadas tras la caída del régimen militar en 1980 al devolverse los medios estatizados.
En el diario oficial El Peruano se publican las normas jurídicas, noticias sobre adquisiciones, remates, edictos, patentes, denuncios, y artículos que versan sobre el quehacer jurídico. El diario está disponible de manera impresa y electrónica. El precio de la versión impresa es de S/ 2.00. La versión electrónica es gratuita, está disponible en internet desde 2001, y contiene la legislación promulgada desde el 1 de enero de 2006.

## Suplementos
- Variedades (publicado desde 1906 y relanzado en 2006)[15]
- Jurídica
- Económica
- Lo Nuestro
- Economía&Derecho

## Controversia
Debido al año de su fundación (1825 como El Peruano Independiente o 1826 como Diario Oficial El Peruano), El Peruano sería la más antigua publicación periódica peruana que aún se mantiene en circulación, por lo que quiso en 1997 atribuirse el mérito de ser el diario decano del Perú, en abierta competencia con el diario El Comercio. Esto motivó la protesta de este diario, que llegó incluso hasta Indecopi, ya que tradicionalmente se considera a El Comercio como el decano de la prensa peruana, pues si bien su fundación fue posterior (en 1839), ha mantenido desde entonces una continuidad, simbolizada en el mantenimiento de su nombre e incluso de la sede de su local en la antigua calle de La Rifa, hoy jirón Miró Quesada. Mientras que la trayectoria de El Peruano ha sido más accidentada, con cambios de nombre en el periodo inicial de su historia, así como de sedes, y con más periodos de suspensión. El historiador Héctor López Martínez fue el encargado de defender la primacía de El Comercio.
Ya entrado el siglo XXI, el historiador Víctor Arrambide se ha encargado de demostrar que El Peruano Independiente fundado en 1825 como órgano oficialista de la dictadura bolivariana, fue el antecedente directo del diario oficial El Peruano que empezó a editarse con ese nombre desde el 13 de mayo de 1826. Este autor ha anunciado también un trabajo más amplio que enfoque toda la trayectoria de El Peruano.
La polémica posición de considerar a El Peruano como la más antigua publicación periódica peruana todavía en circulación, lo convertiría a la vez en serlo de todo el mundo de habla hispana, mérito que actualmente se arroga el diario chileno El Mercurio de Valparaíso (fundado en 1827).